# Харьковка (Оренбургская область)
Ха́рьковка — посёлок в Акбулакском районе Оренбургской области. Входит в состав Сагарчинского сельсовета.

## География
Посёлок на расстоянии 30 км к юго-востоку от посёлка городского типа Акбулак, административного центра района.

### Часовой пояс
Посёлок Харьковка, как и вся Оренбургская область, находится в часовой зоне МСК+2. Смещение применяемого времени относительно UTC составляет +5:00.

## Население
| 2010 |
| ---- |
| 18   |